# Llei d'ordenació de l'ensenyament superior
La Llei d'ordenació de l'ensenyament superior és una llei andorrana aprovada el 12 de juny de 2008, coneguda oficialment com a llei 12/2008, del 12 de juny, d'ordenació de l'ensenyament superior.

## Motius
L'accés al coneixement, en totes les seves manifestacions, és un requisit imperatiu per al progrés individual i per al benestar social i és, alhora, una condició necessària per al desenvolupament d'una societat tolerant, oberta i democràtica. Els poders públics, per la seva banda, han d'afavorir la difusió del coneixement, de la cultura i del pensament crític, tot posant les bases per al desenvolupament qualitatiu de l'ensenyament superior. Així, i per assegurar la consecució d'aquestes finalitats, la Llei d'ordenació de l'ensenyament superior pretén regular el conjunt del sistema de l'ensenyament superior.

## Context
L'ensenyament superior a Andorra es troba a principi del segle xxi, davant nous reptes derivats de la cada vegada més intensa interrelació amb l'entorn europeu. A partir de les Declaracions de la Sorbona (1998) i de Bolonya (1999) la majoria de països i tota la comunitat universitària d'Europa han entrat en un intens procés de convergència dels sistemes d'ensenyament superior respectius. Amb la voluntat de participar activament en aquest procés, el Principat d'Andorra va adequar el 2008 el seu ordenament jurídic en matèria d'ensenyament superior d'acord amb els principis de l'anomenat Espai Europeu d'Ensenyament Superior. Garantir la qualitat de l'ensenyament superior, promoure la mobilitat dels estudiants i dels professors, posar en funcionament un sistema flexible de titulacions basat en tres cicles universitaris, adoptar l'anomenat Suplement europeu al diploma i promoure l'aprenentatge al llarg de la vida i la dimensió europea en l'ensenyament superior, són els objectius principals que hi ha darrere la construcció de l'Espai Europeu de l'Ensenyament Superior. Aquests són alguns dels principals reptes als quals es vol donar resposta amb aquesta Llei.

## Història
El model d'ensenyament superior desenvolupat des de la creació per llei de la Universitat d'Andorra l'any 1997 ha assolit la plena consolidació durant els primers anys del segle XXI. Els processos de Bolonya i Copenhaguen van obrir una nova perspectiva en l'horitzó dels estudis universitaris i de l'ensenyament professional superior. Els referits processos de canvi exigeixen també una transformació qualitativa en el model d'ensenyament superior. A la vegada, continuar aprofundint en la modernització del sistema universitari i d'ensenyament professional superior és un imperatiu vinculat al necessari procés de modernització de la nostra societat. Cal dotar d'una nova dimensió l'ensenyament superior per tal de continuar donant resposta a les necessitats formatives dels ciutadans i, a la vegada, per poder oferir una aportació de referència a la comunitat universitària internacional, amb capacitat per atreure estudiants, professors i investigadors d'altres països. L'adaptació al nou entorn internacional exigeix també la demarcació entre les dues grans modalitats de l'ensenyament superior: els estudis universitaris i els d'ensenyament professional superior, tal com queda explicitada en l'estructura de la Llei.

## Característiques
La Llei, que s'estructura en quatre títols, defineix en el títol preliminar el règim jurídic general d'un model d'ensenyament superior que està integrat pel sistema universitari i pels establiments d'ensenyament superior, i que està desenvolupat per les activitats de docència i recerca universitària.
- En el títol primer, la Llei regula l'ensenyament universitari públic, desenvolupat a través de la Universitat d'Andorra. El capítol I estableix la naturalesa pública de la Universitat d'Andorra, creada per llei l'any 1997, i reconeix, en el marc de la Llei, la seva autonomia. Per mitjà dels capítols II, III, IV i V es procedeix a l'ordenació jurídica de la Universitat d'Andorra establint les funcions i els òrgans que la regeixen i definint l'estructura, el finançament, el règim jurídic de l'activitat acadèmica i l'organització de la comunitat universitària.

- El títol segon de la Llei està dedicat a la regulació dels establiments d'ensenyament professional superior que pertanyen al sistema educatiu andorrà. A partir dels objectius fonamentals de l'ensenyament professional superior, establerts en règim general en el títol preliminar -uns objectius orientats, sobretot, a donar resposta formativa de qualitat a les necessitats del mercat laboral-, s'ordena l'estructura i l'organització dels establiments d'ensenyament professional superior que s'adscriuen a la Universitat.

- El títol tercer de la Llei està dedicat a l'Espai Europeu de l'Ensenyament Superior. Fomentar la transparència i participar en la mobilitat dins l'Espai Europeu d'Ensenyament Superior són objectius cabdals de la Llei; en aquest sentit, s'ha considerat oportú establir un títol específic en el qual s'estableixen les principals pautes normatives a seguir per participar en el procés de convergència de l'ensenyament superior europeu. El radi d'acció d'aquEl títol tercer de la Llei està dedicat a l'Espai Europeu de l'Ensenyament Superior. Fomentar la transparència i participar en la mobilitat dins l'Espai Europeu d'Ensenyament Superior són objectius cabdals de la Llei; en aquest sentit, s'ha considerat oportú establir un títol específic en el qual s'estableixen les principals pautes normatives a seguir per participar en el procés de convergència de l'ensenyament superior europeu. El radi d'acció d'aquest títol afecta íntegrament el nostre ensenyament superior públic i, al mateix temps, condiciona l'ensenyament superior privat, ja que tots els títols reconeguts pel Govern d'Andorra hauran d'anar acompanyats de l'anomenat “suplement europeu al diploma”.
- Finalment, en el 'títol quart,' la Llei estableix el règim jurídic de l'ensenyament superior privat. Es parteix del reconeixement del principi de llibertat d'ensenyament i es manté un nivell d'exigència elevat a l'hora de reconèixer, per part dels poders públics, la creació de les universitats o els establiments d'ensenyament professional superior de caràcter privat.[1]